# Vilmar da Cunha Rodrigues
Vilmar da Cunha Rodrigues (nacido el 2 de noviembre de 1982) es un futbolista brasileño que se desempeña como delantero.
Jugó para clubes como el Caxias do Sul, Chapecoense, FC Lustenau 07, FC Pasching, Vaduz, Tochigi SC, Matsumoto Yamaga FC y FC Machida Zelvia.

## Trayectoria

### Clubes
| Club                | País    | Año         |
| ------------------- | ------- | ----------- |
| Caxias do Sul       | Brasil  | 2001 - 2002 |
| Chapecoense         | Brasil  | 2002 - 2003 |
| Tiradentes          | Brasil  | 2003        |
| São Bento           | Brasil  | 2003 - 2004 |
| Malutrom            | Brasil  | 2004        |
| Caxias              | Brasil  | 2004        |
| Guarani             | Brasil  | 2005        |
| Metropolitano       | Brasil  | 2005        |
| Juventus            | Brasil  | 2005 - 2006 |
| FC Lustenau 07      | Austria | 2006 - 2009 |
| FC Pasching         | Austria | 2009 - 2010 |
| Vaduz               | Suiza   | 2010 - 2011 |
| Tochigi SC          | Japón   | 2011 - 2013 |
| Matsumoto Yamaga FC | Japón   | 2014        |
| FC Machida Zelvia   | Japón   | 2015        |